# Колвезі
Колвезі (фр. Kolwezi) — місто і адміністративний центр провінції Луалаба Демократичної Республіки Конго, на захід від Лікасі. У місті знаходяться залізничний вузол та аеропорт. Населення — близько 418 тисяч осіб.
Колвезі є важливим центром видобутку міді і кобальту. Тут також розташовані родовища урану, радію і вапняку.

## Історія
Місто було засноване в 1937 році як штаб-квартира корпорації High Katanga Mining Association (UMHK).
З середини 1960-х років в місті працювала православна місія монастиря Григоріат грецького ченця Косми Григоріата, в 1978 році він був висвячений на священика і з жовтня того року повернувся в Заїр і провів решту життя в цьому місті.
У Колвезі активно працював інтернат для хлопчиків, було відкрито 55 парафій, охрещено більше 1500 аборигенів; після того, як 27 січня 1989 році Косма загинув в автокатастрофі, місіонерську діяльність продовжив ієромонах Мелетій.
13 травня 1978 року повстанці за підтримки Анголи захопили місто. Для відновлення порядку уряд Заїру попросило допомогу у США, Франції, Марокко і Бельгії. Для витіснення повстанців і порятунку заручників в цей район були направлені десантники французького Іноземного легіону під командуванням полковника Ерюлена. Бельгійська армія також направила 750 солдатів. В результаті боїв загинуло 700 африканців, у тому числі 250 повстанців, 170 європейських заручників і 6 десантників.

## Фотогалерея

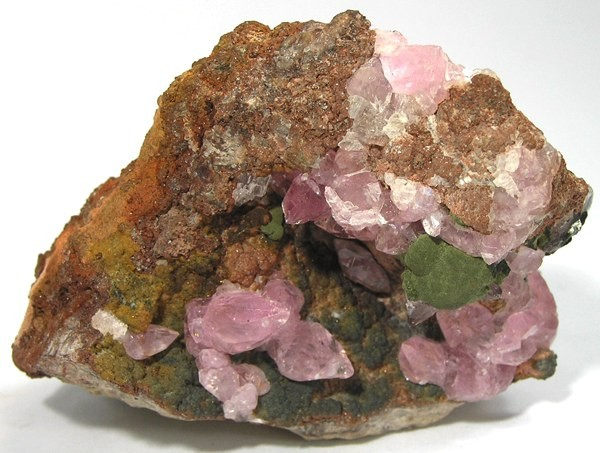
Добутий в Колвезі самородок кобальту міді з рожевими вкрапленнями кальцита
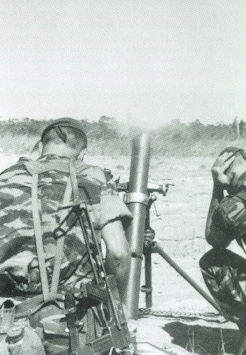
Битва біля Колвезі [en], 1978